# Paola Binetti
Paola Binetti (Roma, Italia, 29 de marzo de 1943) es una médica, pedagoga y política italiana, perteneciente desde 2010 al partido Union de Centro.

## Biografía
Psicoterapeuta, es especialista en psicología clínica y neuropsiquiatría infantil. Trabaja en el campo de la educación y la universidad. También ha dedicado parte de su vida a la política, llegando a ser senadora por el partido de centro-izquierda La Margarita, posteriormente integrado en el Partido Democrático.
En el campo de la medicina, ha desempeñado diversos cargos, como el de Presidenta de la Sociedad Italiana de Pedagogía Médica (SIPEM) o Presidenta de la Asociación Ciencia y Vida.
Es vicepresidenta de la Sociedad Italiana de Informática Médica (AIIM), miembro del Comité Nacional de Bioética, miembro del Observatorio Nacional de la Familia, y está presente en el comité científico de numerosas asociaciones, como el Instituto Italiano de Medicicna Social.
Profesora de Historia de la Medicina, ha prestado atención particular al campo de la Pedagogía médica y la Bioética, y desde 1991 es Directora del Departamento para la Investigación Educativa y Didáctica del Campus Biomédico de la Universidad de Roma.
De 1973 a 1990 dirigió un centro de orientación para adolescentes, con un servicio de asesoría para padres. Ha colaborado con el IRRSAE Lombardía en la conducción de la actividad de enseñanza orientada a la formación, especialmente en el campo de la educación para la salud.
Participa en un proyecto de formación para profesores, orientado principalmente al mejoramiento de la competencia comunicativa en el ámbito clínico y didáctico, y coordina un curso de Perfeccionamiento del Tutelaje Clínico, campo en el que ha producido una serie monográfica.

## Actividad investigadora

### Proyectos en curso
- Proyecto de investigación sobre asistencia integral a niños autistas.
- Proyecto de investigación sobre la estimulación de niños superdotados.
- Proyecto de investigación sobre la donación del cordón umbilical.
- Proyecto Familia: Nuevo Modelo General.

### Proyectos ejecutados
- Proyecto de acción con la Universidad de Cracovia, Universidad de Ámsterdam y Universidad de Amberes para la armonización de los planes de estudio y el reconocimiento de créditos con el objeto de fomentar el intercambio educativo en el ámbito europeo.
- Promoción y coordinación de un proyecto de investigación sobre el modelo pedagógico asistencial en el ámbito de la enfermería especializada.
- Participa en un proyecto de investigación sobre enfermería especializada en la Universidad de Nebraska.
- Proyecto de investigación sobre escolástica y metodología didáctica: Holanda, Bélgica, Francia, España, Alemania e Italia. Forum de Orientación Académica (FEDORA).
- Proyecto para el desarrollo de la enfermería en el área clínica, en colaboración con la Universidad de Navarra y la Universidad de Edimburgo.

Además, ha coordinado varios grupos de investigación en colaboración con diversas entidades e instituciones.